# Otto Warneyer

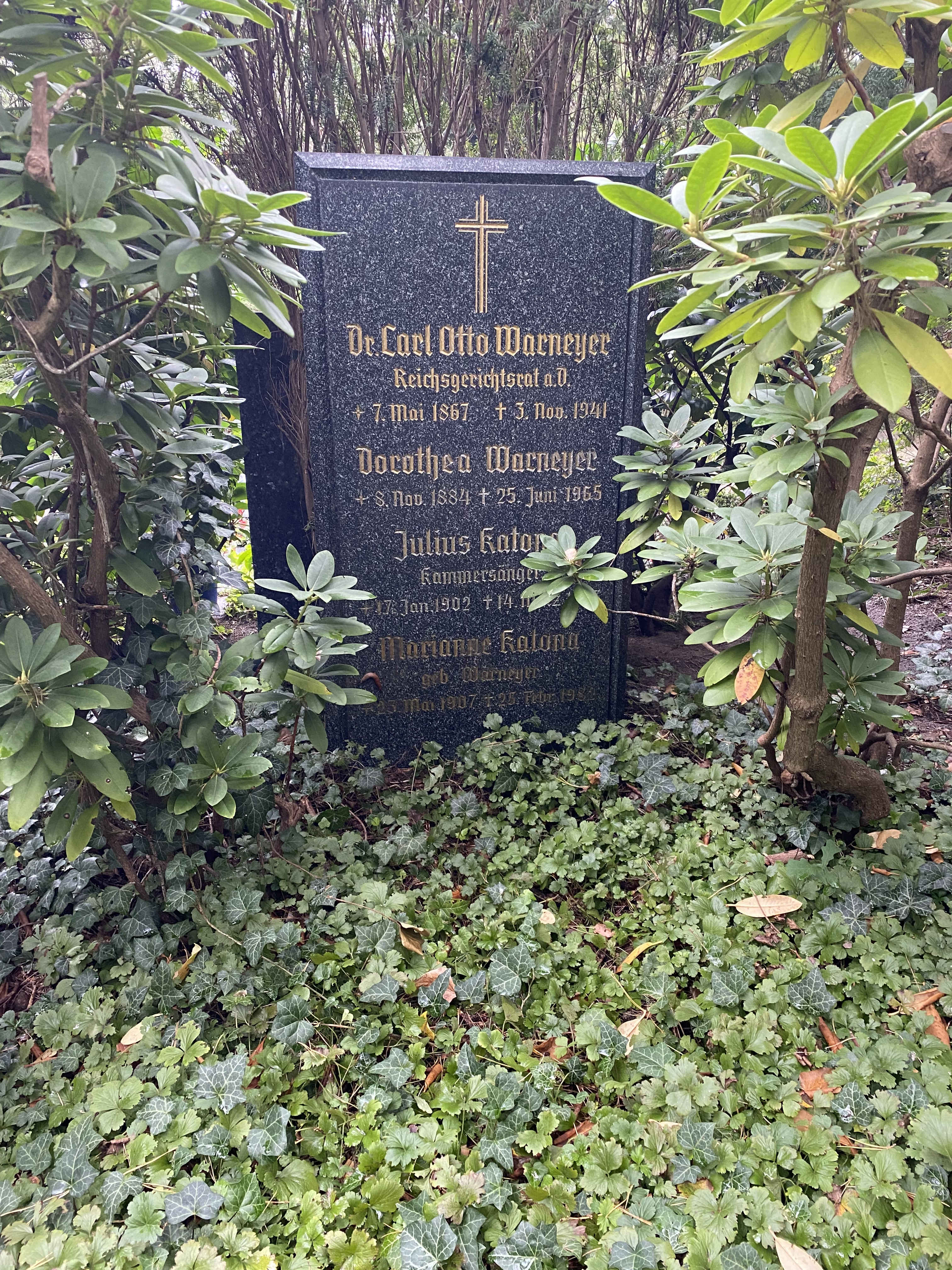
Grabstätte Otto Warneyer

Karl Otto Warneyer (* 7. Mai 1867 in Dresden; † 3. November 1941 in Leipzig) war ein deutscher Reichsgerichtsrat.

## Leben
1890 wurde er auf den sächsischen Landesherrn vereidigt und wurde Referendar beim Amtsgericht Schandau. 1896 kam er als Hilfsrichter ans Amtsgericht in Dresden. 1898 wurde er dort Amtsrichter. Ein Jahr später verließ er den Staatsdienst und wurde Rechtsanwalt, simultan zugelassen am Amts- und Landgericht Dresden. Wieder ein Jahr später kehrte er als Amtsrichter  in den Staatsdienst zurück und wurde in Leipzig und als Hilfsrichter am Oberlandesgericht Dresden eingesetzt. 1906 ernannte man ihn zum Amtsgerichtsrat. 1913 wurde er zum Oberlandesgerichtsrat in Dresden befördert. Mitte November 1919 kam er an das Reichsgericht. Er war in  Straf- und Zivilsenaten des Reichsgerichts tätig.
Otto Warneyer verstarb im Alter von 74 Jahren und wurde auf dem Berliner Waldfriedhof Dahlem beigesetzt. Die Grabstätte befindet sich in Abteilung 21-191/192.

## Herausgeber
Seit 1903 gab er das „Jahrbuch der Entscheidungen zum Bürgerlichen Gesetzbuch und den Nebengesetzen“, auch als „Warneyers Jahrbuch“, bekannt. Er erarbeitete zusammen mit Eduard Müller (1854–1908) von 1906 bis 1912 das amtliche Nachschlagewerk des Reichsgerichts.

## Werke (Auswahl)
- Kommentar zum Bürgerlichen Gesetzbuch für das Deutsche Reich, 2 Bände. Mohr Siebeck Verlag, Leipzig 1923.
- Rechtsgrundsätze des Reichsgerichts. De Gruyter, Berlin 1936.
- „Regelung des Kostenpunktes, wenn sich die Hauptsache zwischen Einreichung und Zustellung der Klage erledigt“, Dr. J. A. Seuffert's Blätter für Rechtsanwendung, Band 75 (1910), S. 766.
- „Ist die Aufnahme von Beweisen zum Zwecke der Beweissicherung zulässig, wenn gemäß § 3 des Ges. v. 4. Aug. 1914 das Verfahren unterbrochen oder ausgesetzt ist?“, Deutsche Juristen-Zeitung, Jahrgang 20 (1915), Sp. 515.
- „Spruchsammlung der Deutschen Juristen-Zeitung : Kriegsrecht-Spruchsammlung 1914/1915“, Deutsche Juristen-Zeitung, Jahrgang 21 (1916), S. 1.
- „Ist die Zustellung einer beglaubigten unvollständigen Urteilsabschrift wirksam, wenn vom Gerichtsschreiber aus eine vollständige Urteilsausfertigung mit Tatbestand und Gründen erteilt ist?“ Deutsche Juristen-Zeitung, Jahrgang 23 (1918), S. 183.